# 1996年岡比亞憲法公投
1996年8月8日，甘比亞舉行憲法公投，甘比亞選民投下70%的同意票通過新憲法，投票率為87%。

## 背景
1994年7月22日，甘比亞總統達烏達·賈瓦拉被葉海亞·賈梅領導的軍事政變中被推翻。政變後，葉海亞·賈梅以武裝部隊臨時統治委員會主席的身份通過法令統治甘比亞，並禁止一切政治活動。他承諾在四年內恢復文官統治，並在經過有爭議的協商過程後制定了新憲法。

## 結果
1996年8月舉行了甘比亞總統選舉，葉海亞·賈梅獲勝。1997年1月舉行甘比亞國民議會選舉，葉海亞·賈梅領導的「愛國調整與建設聯盟」獲勝。